# آ-لکس
«آ-لکس» (به انگلیسی: A-Lex) آلبومی از سپولترا است که در ۲۳ ژانویه ۲۰۰۹ منتشر شد.